# Parchimer Allee (metrostation)
Parchimer Allee is een station van de metro van Berlijn, gelegen onder de Fritz-Reuter-Allee, nabij de kruising met de Parchimer Allee, in het Berlijnse stadsdeel Britz. Het metrostation werd geopend op 28 september 1963 en is onderdeel van lijn U7. De Parchimer Allee is genoemd naar de stad Parchim in de Duitse deelstaat Mecklenburg-Voor-Pommeren.
In november 1959 begon men bij het toenmalige eindpunt Grenzallee aan de verlenging van lijn CI, de huidige U7, naar de nieuwe woongebieden in Britz en Gropiusstadt. Vier jaar later kwam de 2,9 kilometer lange eerste etappe van deze verlenging, met de stations Blaschkoallee, Parchimer Allee en Britz-Süd in gebruik.
De stations op dit deel van de lijn lijken sterk op elkaar en hebben een zeer zakelijk, functioneel standaardontwerp zonder opsmuk: een rechthoekige, ondiep gelegen hal met een eilandperron en vierkante steunpilaren. Station Parchimer Allee kreeg een wandbekleding van blauwe rechthoekige tegels, de pilaren zijn afgewerkt met witte, eveneens rechthoekige tegels. Aan beide uiteinden van het het station bevindt zich een bakstenen toegangsgebouw met witte luifel. Deze stationshalletjes, die ook bij de metrostations Blaschkoallee en Britz-Süd te vinden zijn, staan aan de kruising van de Fritz-Reuter-Allee met de Parchimer Allee (noord) respectievelijk de Gielower Straße (zuid).
Het station is momenteel alleen via trappen en roltrappen te bereiken, maar uiteindelijk moeten alle Berlijnse metrostations van een lift voorzien zijn. De inbouw van een lift in station Parchimer Allee zal volgens de prioriteitenlijst van de Berlijnse Senaat nog voor 2010 plaatsvinden.